# Marquesat d'Estepa
El marquesat d'Estepa és un títol nobiliari espanyol. Fa referència a la localitat d'Estepa, a la província de Sevilla. El seu titular actual és Francisco de Borja de Arteaga y Martín.

## Història
El seu origen se situa en la compra de l'estat i vila d'Estepa, al regne de Sevilla, el 12 d'agost de 1559 per part d'Adamo Centurione, aprovat per la infanta Joana, governadora en absència del seu germà, el rei Felip II, i que aniria acompanyat amb el títol de marquès, confirmat per reial despatx el 20 d'abril de 1564. Centurión havia estat col·laborador de Carles I, i era ja marquès de Laula, de Vivola i de Monte de Vay –títols i estats que havia rebut el 28 de maig de 1543–, pertanyia a un antic llinatge de la República de Gènova, que apareixen inscrits al Libro d'Oro de famílies patrícies de la ciutat, alguns dels quals van assolir el càrrec de dogo. Després de la compra i la investidura del títol, va renunciar-hi i aquests van passar al seu fill, Marcos, que va esdevenir el primer marquès d'Estepa.
El 4 de maig de 1729, el rei Felip V va atorgar-li al marquesat la categoria de Grandesa d'Espanya, quan n'era titular Manuel Centurión. El títol es va mantenir en mans de la família Centurión perquè el títol es transmetia per successió agnatícia estricta, és a dir, que només podien heretar-ho els homes, com succeí en el cas de Francisca Josefa Centurión, única filla del quart marquès, que quedà apartada de la successió i heretà el títol i els estats associats el seu oncle, Luis. Això es mantingué així fins al segle xviii, quan va esdevenir marquesa María Luisa Centurión y Velasco, a la mort de la qual sense descendència, els títols van passar primer als Palafox i després als Arteaga, ducs d'El Infantado, fins a l'actualitat.
El 1967 es va expedir carta de successió a favor de l'actual marquès, Francisco de Borja de Arteaga.

## Llista de titulars
| Núm. | Nom                                             | Període   | Ref.        |
| ---- | ----------------------------------------------- | --------- | ----------- |
| 1    | Marcos Centurión y Grimaldi                     | 1559-1565 | [ 1 ] [ 6 ] |
| 2    | Juan Bautista Centurión y Negroni               | 1565-1624 | [ 1 ] [ 6 ] |
| 3    | Adán Centurión y Fernández de Córdoba           | 1624-1658 | [ 1 ] [ 6 ] |
| 4    | Cecilio Francisco Centurión y Centurión         | 1658-1688 | [ 1 ] [ 6 ] |
| 5    | Luis Centurión y Centurión                      | 1688-1708 | [ 1 ] [ 6 ] |
| 6    | Manuel Centurión y Arias-Dávila                 | 1708-1729 | [ 1 ] [ 6 ] |
| 7    | Juan Bautista Centurión y Velasco               | 1729-1785 | [ 1 ] [ 6 ] |
| 8    | María Luisa Centurión y Velasco                 | 1785-1799 | [ 1 ] [ 6 ] |
| 9    | Vicente María de Palafox-Centurión y Silva      | 1799-1820 | [ 1 ] [ 6 ] |
| 10   | María Elena de Palafox-Centurión y Portocarrero | 1820-1837 | [ 1 ] [ 6 ] |
| 11   | Andrés Avelino de Arteaga y Palafox             | 1837-1865 | [ 1 ] [ 6 ] |
| 12   | Andrés Avelino de Arteaga y Silva               | 1865-1912 | [ 1 ] [ 6 ] |
| 13   | Joaquín Ignacio de Arteaga y Echagüe            | 1912-1935 | [ 1 ] [ 6 ] |
| 14   | Francisco de Borja de Arteaga y Falguera        | 1935-1951 | [ 1 ] [ 6 ] |
| 15   | Íñigo de Arteaga y Falguera                     | 1951-1967 | [ 1 ] [ 6 ] |
| 16   | Francisco de Borja de Arteaga y Martín          | 1967-Avui | [ 1 ] [ 6 ] |